# Bengt Segerson
Bengt Holger Segerson, född 6 september 1914 i Långsele församling, Västernorrlands län, död 24 mars 1992 i Göteborgs Masthuggs församling, Göteborg
, var en svensk socialist, vänsterpartist och frivillig i spanska inbördeskriget. 

## Biografi
Segersons far var järnvägare och familjen flyttade runt, men landade till sist i Helsingborg, där han växte upp.
Under ungdomen blev Segerson politiskt aktiv och medlem i Kilbompartiets ungdomsklubb. År 1937 reste han till Spanien för att ansluta till de Internationella brigaden av som stred i Spanska inbördeskriget på republikens sida. Han blev politisk kommissarie i ett kompani som var döpt efter riksdagsmannen Georg Branting, son till Hjalmar Branting och ordförande i den svenska Spanienkommittén. Efter en stridsskada fick han 1938 åka hem till Sverige. 
Efter hemkomsten från Spanska inbördeskriget 1938 träffade han Greta Segerson samt blev medlem i Sveriges kommunistiska parti. De gifte sig 1940.  
Under andra världskriget internerades Segerson i Öxnered, ett av de läger där kommunister och socialdemokrater under krigsåren hölls instängda.

### Eftermäle
Jonas Sjöstedt har skildrat Bengt och Greta Segersons liv i intervjuboken Masthugget, Moskva, Madrid. Sjöstedt har även sammanställt boken Brev till en broder! där Bengt Segersons brev till Sverige från Spanska inbördeskriget publicerades.